# Caza del corzo en los bosques del Gran Jura
Caza del corzo en los bosques del Gran Jura es un cuadro pintado en 1857 por Gustave Courbet. La primera pintura de género que aborda el tema de la caza en la obra del pintor, se conserva en el Museo de Bellas Artes de Boston.

## Descripción
La composición representa una escena que tiene lugar después de una partida de caza: a la izquierda, colgado de un pino por una pata trasera, se ve un corzo muerto, como era tradición, se acercan para abordarlo dos perros, uno de los cuales lame algunos rastros de sangre en el suelo y parece querer alejar al otro; en el centro, apoyada la espalda contra un árbol, un hombre barbudo, con sombrero, pipa en la boca, con los brazos cruzados, polainas embarradas, su escopeta también apoyada contra el árbol; a la derecha del cazador, sentado en un tocón, un joven batidor con su librea roja tocando el cuerno. El conjunto está enclavado en un sotobosque de pinos.
La escena se divide en cuatro planos: en primer plano, los animales; en el segundo, el cazador barbudo; en el tercero, el joven tocando el cuerno; constituyendo el fondo el final de la línea de fuga de los pinos, desde donde parte el punto de perspectiva.

## Historia

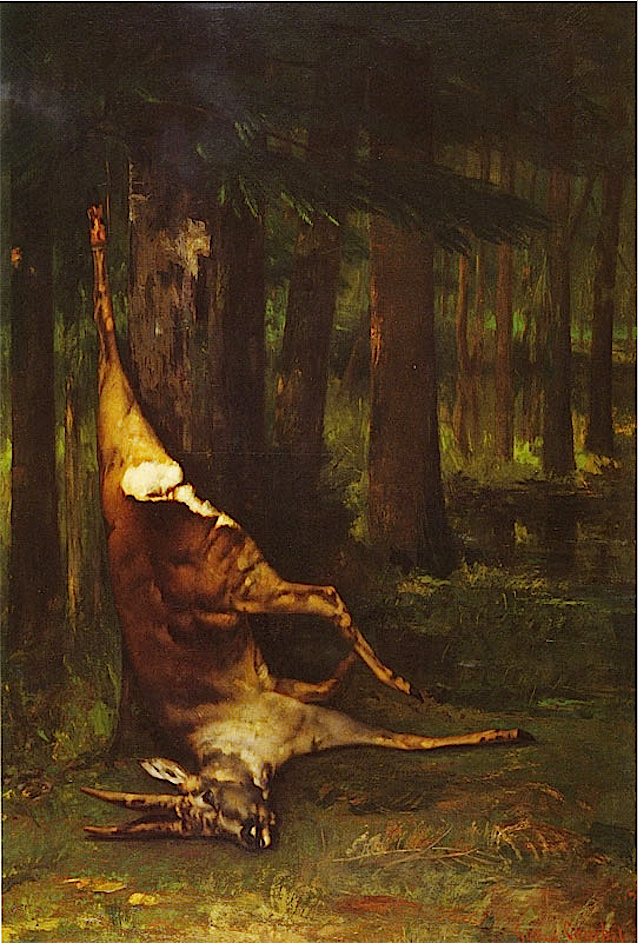
El corzo colgado, La Haya, colección Mesdag.

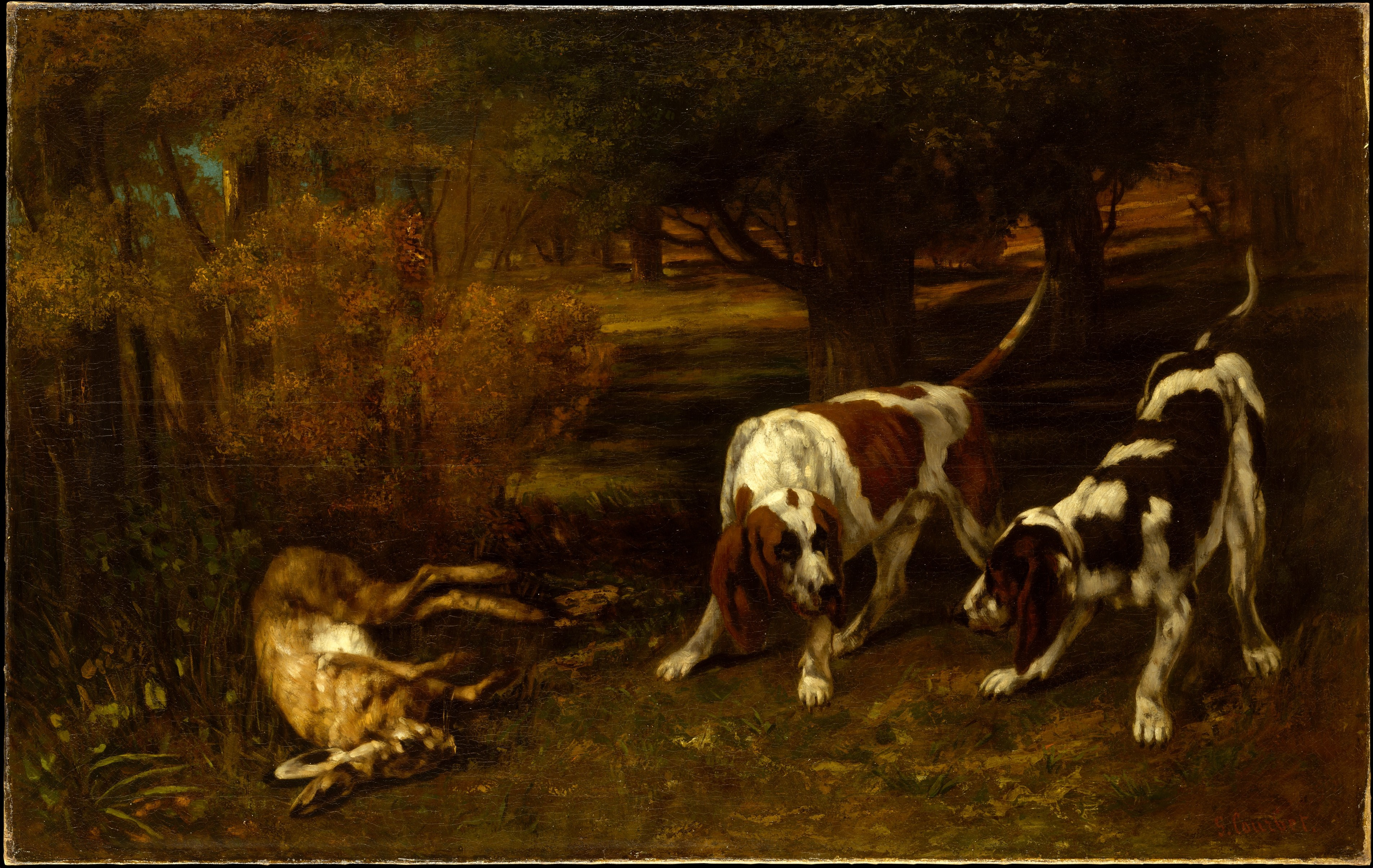
Perros de caza y liebre muerta, Nueva York, Museo Metropolitano de Arte.

Courbet inaugura con esta gran composición de 2,10 × 1,80 cm un tema que luego desarrollará en cerca de 80 lienzos, la caza. Ejercía esta actividad en el Franco Condado, en su región natal. Descubrió la caza con sabuesos al año siguiente de la ejecución del cuadro, en 1858, cerca de Fráncfort. Fue pintada justo después de El taller del pintor y es probablemente contemporánea de Cortesanas al borde del Sena (Verano).
Un primer estado de la pintura se mostró en el Salón de París inaugurado en junio de 1857. Théophile Gautier se dejó llevar por la descripción del animal. La pintura fue construida mediante una serie de adiciones sucesivas: este proceso acumulativo de collage será reutilizado por Courbet  en La muerte del ciervo (1867), entre otros. Por lo tanto, el motivo del corzo muerto colgado proviene de un estudio anterior, más grande, ejecutado a partir de una presa comprada en la calle Montorgueil (conservado en La Haya, colección Mesdag); el paisaje se completará a la derecha y, en junio de 1858, en la parte superior del lienzo, a partir de lo visto en la Selva Negra; la figura central del cazador es, según un estudio de las capas de pigmentos, la primera pintada, y constituye sin duda un autorretrato; el batidor que hace sonar el cuerno se refiere directamente a la caza con sabuesos; finalmente, los dos perros existen en otra composición que presenta una liebre muerta, expuesta en el Museo Metropolitano de Arte (Nueva York). Es en este nuevo estado, menos el espacio situado encima del cazador, que el lienzo aparece en la revista L'Artiste del 18 de julio de 1858 en forma de litografía firmada por Nanteuil. La librea roja del piqueur evoca también El almuerzo de caza (1858, Museo Wallraf-Richartz) y Antes de la caza (1858, Museo Metropolitano de Arte).
Fue comprado por M. van Isachers en Amberes en 1858 por 8 000 francos, luego cambiado por otro lienzo en 1862 por Jules Luquet en nombre de la galería Alfred Cadart (París) que lo revendió en abril de 1866 en el Allston Club de Boston por 25 000 francos. En 1918, ingresó a las colecciones del Museo de Bellas Artes de Boston. Esta fue la primera pintura de Courbet que partió hacia los Estados Unidos.

## Análisis
En francés la "curée" designa el ritual que sigue a la muerte del animal en la antigua caza mayor. La pintura condensa así varios momentos simbólicos, comprimiendo varios momentos del ritual de caza en uno solo. Sin duda, Michael Fried ve en él un autorretrato del pintor, en la línea del sistema establecido con El taller del pintor: una «alegoría real de la vida del artista, una representación metafórica de la actividad, de la vida del propio pintor».
Michèle Haddad propone ver en la escena el momento de la devolución de los honores al animal, y justo antes de la propia curée, momento en el que la presa es desollada y eviscerada y las entrañas entregadas a los perros. Este tiempo de suspensión se ve reforzado aquí por la actitud meditativa, en reposo, del cazador, como retirado (no obstante en el centro del lienzo como en El taller del pintor, pero bajo la sombra de los árboles). El sonido del cuerno señala aquí una forma de saludo fúnebre a los restos del venado (y no el previo "hallalli", en que se toca cuando la presa es acorralada y abatida). Incluso los perros parecen detenerse. Todos los elementos del lienzo se presentan por igual: este equilibrio, que limita a Courbet a un ideal, le fue reprochado por un crítico vehemente de la época, Edmond About.